# 私がいてもいなくても
『私がいてもいなくても』（わたしがいてもいなくても）は、漫画雑誌『別冊マーガレット』に平成13年7月号から平成14年8月号まで（平成13年11 - 12月号は休み）連載されていたいくえみ綾の少女漫画作品。全三巻。

## あらすじ
主人公である安部晶子は高校卒業後はフリーターをしながら実家で暮らしていた。しかしバイトは長続きせず、大学生の兄・拓也に固執して溺愛する母に嫌気が差していた。
そんなある日、中学時代の同級生であり売れっ子漫画家の神田川真希と偶然に再会し、アシスタントの仕事を頼まれる。そして、真希の恋人である売れない漫画家の日山一とも出会う。
最初は寡黙な日山を敬遠していた晶子であったが、真希の無神経な発言や周囲とのズレにより悩み傷付いた時に慰めてくれる日山に徐々に惹かれ始める。

## 登場人物
安部晶子（あべしょうこ）
連載開始時18歳。高校卒業後はフリーターをしながら実家で暮らしていたが、真希との再会を機にアシスタントになる。後にMACKY＆CO.の社員となり、一人暮らしを始める。
神田川真希（かんだがわまき）
連載開始時19歳。「オリオンの恋人」を描いている売れっ子漫画家。ペンネームは神田川マキ。人が傷付くことに鈍感で、度々無神経な発言をする一方、優しい一面もある。
日山一（ひやまはじめ）
連載開始時25歳。真希の恋人。売れない漫画家であったが、現在は「あっさりショコラ」を連載中。
菅野剛司（かんのたけし）
連載開始時20歳。知り合って二ヶ月ほどの晶子の恋人。後に破局。古着屋で販売の仕事をしている。
袖野美穂（そでのみほ）
連載開始時18歳。晶子の友人。大学生兼ホステス。
細野カレン（ほその）
真希のアシスタント。プロの漫画家を目指している。自称「日山一のファン」。外見も性格も難あり。